# Максимилијан Вебер
Максимилијан Вебер (Беч, 4. фебруар 1998) је аустријски професионални фудбалер који игра на позицији централног или левог бека за ЕФЛ Чемпионшип клуб Лидс јунајтед и репрезентацију Аустрије.

## Играчка каријера

### Клубови
Вебер је своју професионалну каријеру започео у Рапиду из Беча. Максимилијан је 25. фебруара 2016. у утакмици Лиге Европе против шпанске Валенсије дебитовао за први тим а 5. августа у мечу против Парнадорфа дебитовао је у аустријској Бундеслиги. У лето 2017. Вебер је прешао у Ајакс из Амстердама. Дана 27. августа, у мечу против ВВВ-Венлоа, дебитовао је у Ередивизији. Максимилијан је 1. октобра у мечу против Херенвена постигао свој први гол за Ајакс.
Ајакс је 11. јануара 2019. објавио договор о трансферу Вебера у шпанску Севиљу. Дана 16. јануара је најављено да ће остатак сезоне провести у Севиљи на позајмици, а у јулу ће коначно прећи у шпански клуб, који ће платити 10,5 милиона евра за трансфер. Дана 26. јануара, у утакмици против Левантеа, дебитовао је у Ла Лиги.
У лето 2019, у потрази за новим клубом, Вебер се вратио у домовину, потписавши петогодишњи уговор са Ред Бул Салцбургом. Износ трансфера је био 12 милиона евра.. Дана 25. августа, у мечу против Адмире Вакер Модлинга, дебитовао је за нови тим а 3. октобра, у утакмици против ЛАСК-а, Максимилијан је постигао свој први гол за Ред Бул Салцбург. Дана 2. новембра у утакмици Лиге шампиона против немачког Волфсбурга постигао је свој први гол. Као члан клуба, Максимилијан је три пута освојио првенство и освојио Куп Аустрије.
Почетком 2023. Вебер је прешао у енглески Лидс јунајтед, потписавши четворогодишњи уговор. Износ трансфера је био 11 милиона евра..
Дана 31. јула 2023. прешао је на позајмицу у Борусију из Менхенгладбаха.

### Репрезентација
Вобер је добио свој први позив за сениорску екипу Аустрије за квалификације за Светско првенство 2018. године за утакмице против Велса и Грузије у септембру 2017. године. Дана 6. октобра 2017. дебитовао је за Аустрију у победи против Србије резултатом 3–2. И поред свега није био стављен у финални састав Аустрије за УЕФА Еуро 2020.
У јуну 2024. Вебер је позван да игра за репрезентацију Аустрије на УЕФА Еуру 2024. Постигао је аутогол у њиховом првом поразу од Француске 1-0.